# Ernest John Moeran
Ernest John Moeran (ur. 31 grudnia 1894 w Heston, zm. 1 grudnia 1950 w Kenmare) – brytyjski kompozytor pochodzenia angielsko-irlandzkiego.

## Życiorys
Syn duchownego, muzyki uczył się początkowo samodzielne ze śpiewników kościelnych. Ukończył Uppingham School. W 1913 roku podjął studia w Królewskiej Akademii Muzycznej w Londynie, jednak po wybuchu I wojny światowej został zmobilizowany i wysłany na front. Został ranny w walce. W latach 1920–1923 pobierał lekcje kompozycji u Johna Irelanda. Od 1945 roku był żonaty z wiolonczelistką Peers Coetmore.

## Twórczość
W swojej twórczości pozostawał pod wpływem Irelanda, Deliusa, Vaughana Williamsa, Holsta i Warlocka. Jego muzykę cechuje pastoralny nastrój i liryzm. Zbierał i opracowywał pieśni ludowe hrabstwa Norfolk. W swoich późnych utworach zaczął eksperymentować z nowszymi technikami, stosując m.in. bitonalność.

## Kompozycje
(na podstawie materiałów źródłowych)

### Utwory orkiestrowe
- 2 symfonie (I g-moll 1937, II 1950 niedokończona)
- In the Mountain Country (1921)
- 3 rapsodie (I F-dur 1922, II E-dur 1924, III Fis-dur na fortepian i orkiestrę 1943)
- Two Pieces for Small Orchestra: Whythorne’s Shadow (1931), Lonely Waters (1932)
- Suite Farrago (1932)
- Koncert skrzypcowy (1942)
- Overture to a Masque (1944)
- Sinfonietta (1944)
- Koncert wiolonczelowy (1945)
- Serenada G-dur (1948)

### Utwory kameralne
- Trio D-dur na skrzypce, wiolonczelę i fortepian (1920)
- Kwartet smyczkowy a-moll (1921)
- Sonata e-moll na skrzypce i fortepian (1923)
- Sonata A-dur na 2 skrzypiec (1930)
- Trio G-dur na skrzypce, altówkę i wiolonczelę (1931)
- Fantasy Quartet na obój, skrzypce, altówkę i wiolonczelę (1946)

### Utwory fortepianowe
- 3 Pieces (1919)
- Fancies (1922)
- Two Legends (1923)
- Prelude (1933)

### Utwory na chór a cappella
- Song of Springtime (1934)
- Phyllida and Corydon (1934)
- Blessed are the Servants (1938)

### Pieśni na głos i fortepian
- Ludlow Town (1920)
- 7 Poems of James Joyce (1929)
- 4 English Lyrics (1933)
- 4 Shakespeare Songs (1940)
- 6 Songs of Seumas O’Sullivan (1944)

### Utwory wokalno-instrumentalne
- anthem Praise the Lord, O Jerusalem (1930)
- Magnificat & Nunc dimittis D-dur (1930)
- Te Deum & Jubilate Es-dur (1930)
- Nocturne na baryton, chór i orkiestrę (1934)